# Точето (Ла Специја)
Точето је насеље у Италији у округу Ла Специја, региону Лигурија.
Према процени из 2011. у насељу је живело 24 становника. Насеље се налази на надморској висини од 670 м.